# Barbara (Olaszország)
Barbara település Olaszországban, Marche régióban, Ancona megyében. Lakosainak száma 1271 fő (2023. január 1.). Barbara Arcevia, Castelleone di Suasa, Corinaldo, Ostra Vetere és Serra de' Conti községekkel határos.

## Népesség
A település népességének változása:
| Lakosok száma | 1335 | 1303 | 1271 |
|               | 2018 | 2020 | 2023 |